# Hans Ulrich Alt
Hans Ulrich Alt (* kurz nach 1557 in Berneck; † zwischen 1614 und 1627 in Herrenberg) war ein württembergischer Maler, der in Herrenberg wohnhaft, aber viel in Tübingen tätig war.

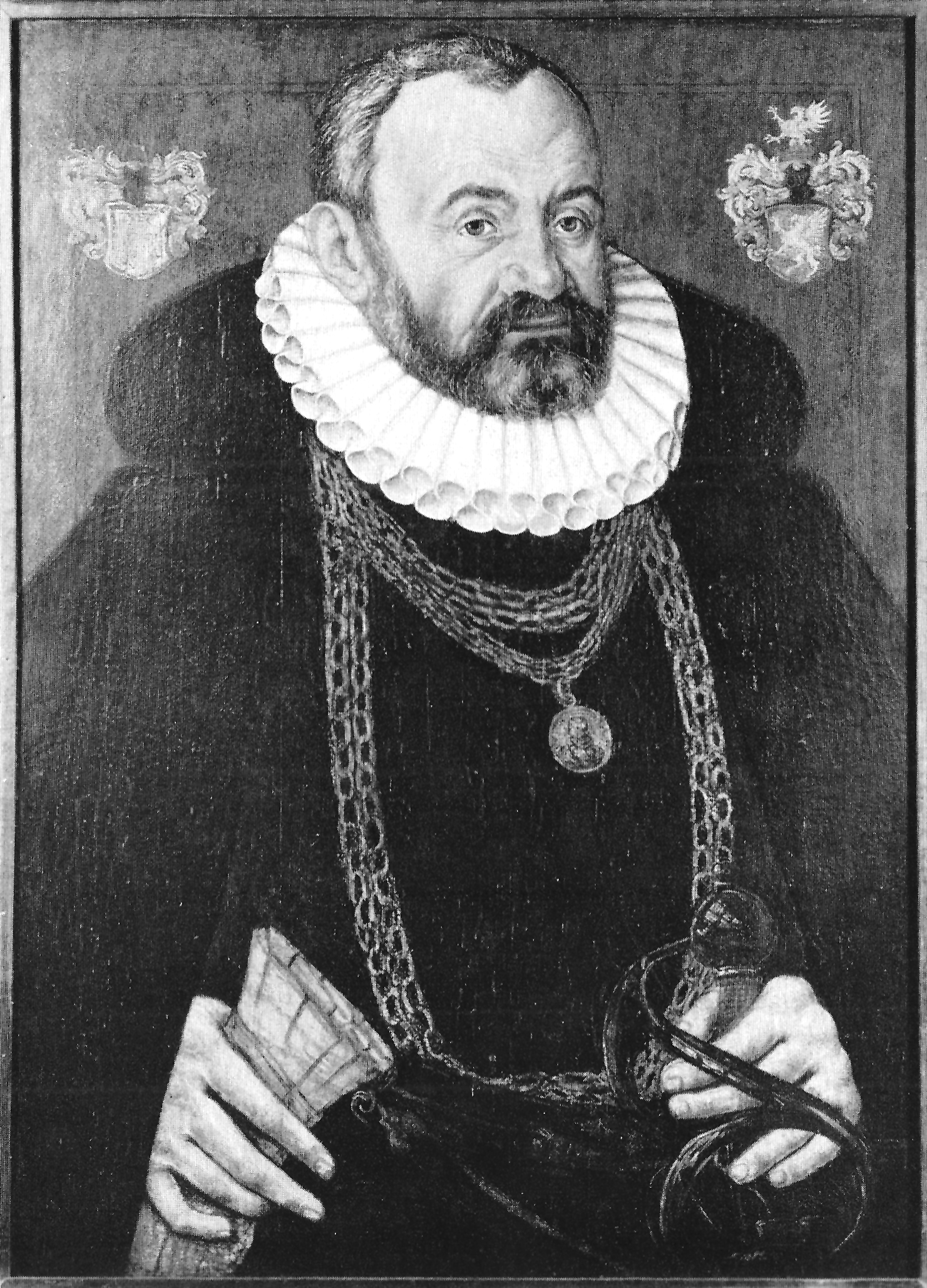
Hans Burkhard von Anweil (Obervogt von Herrenberg)

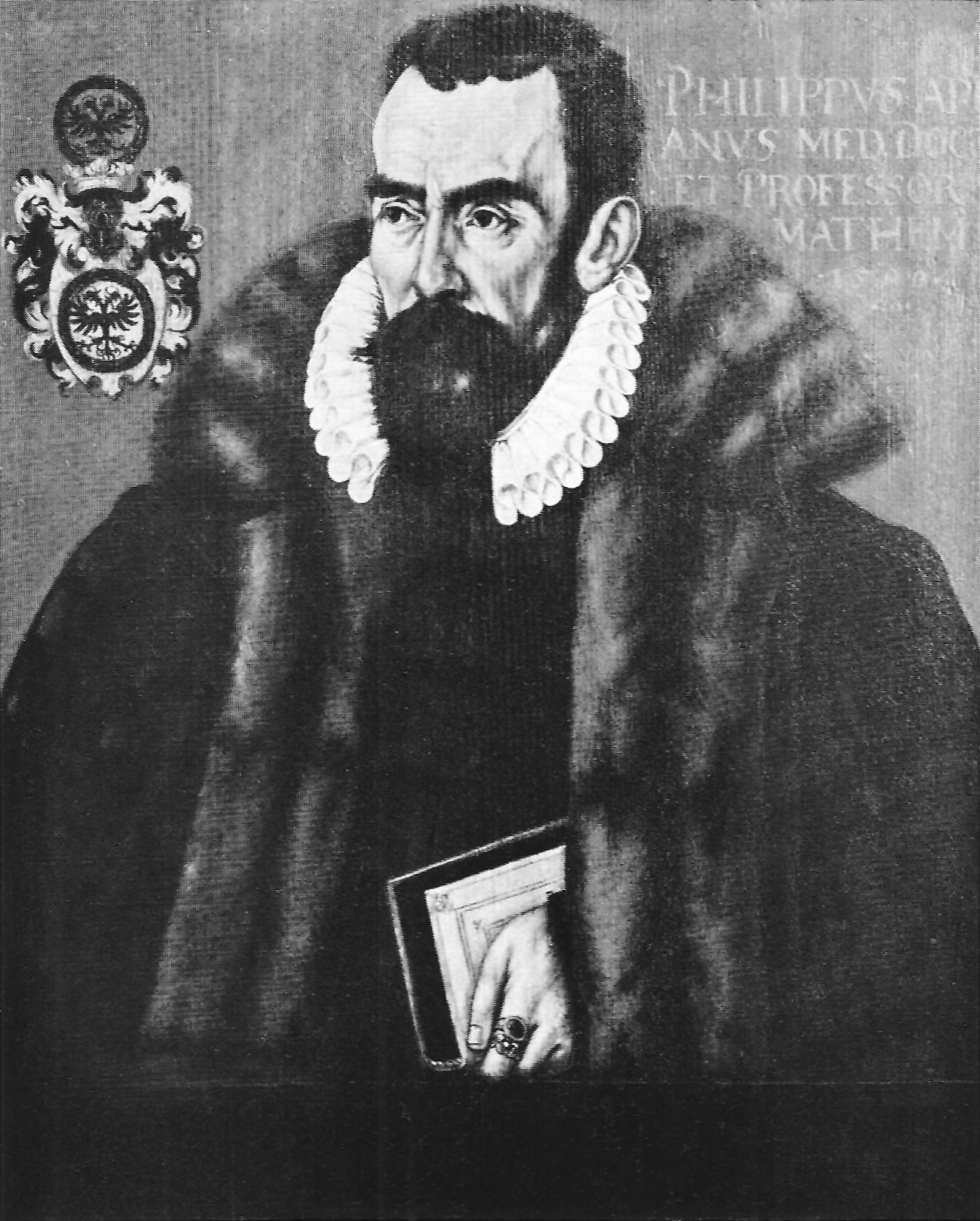
Philipp Apian

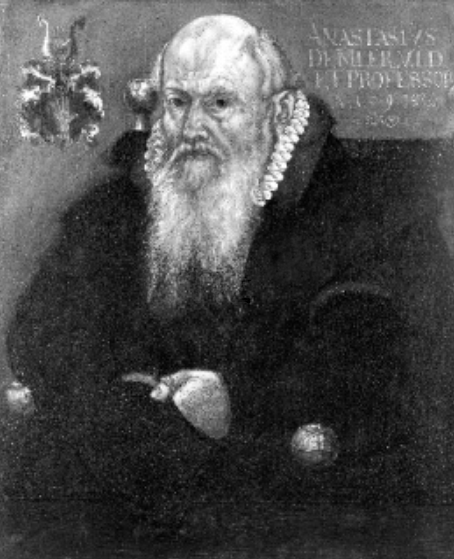
Anastasius Demler

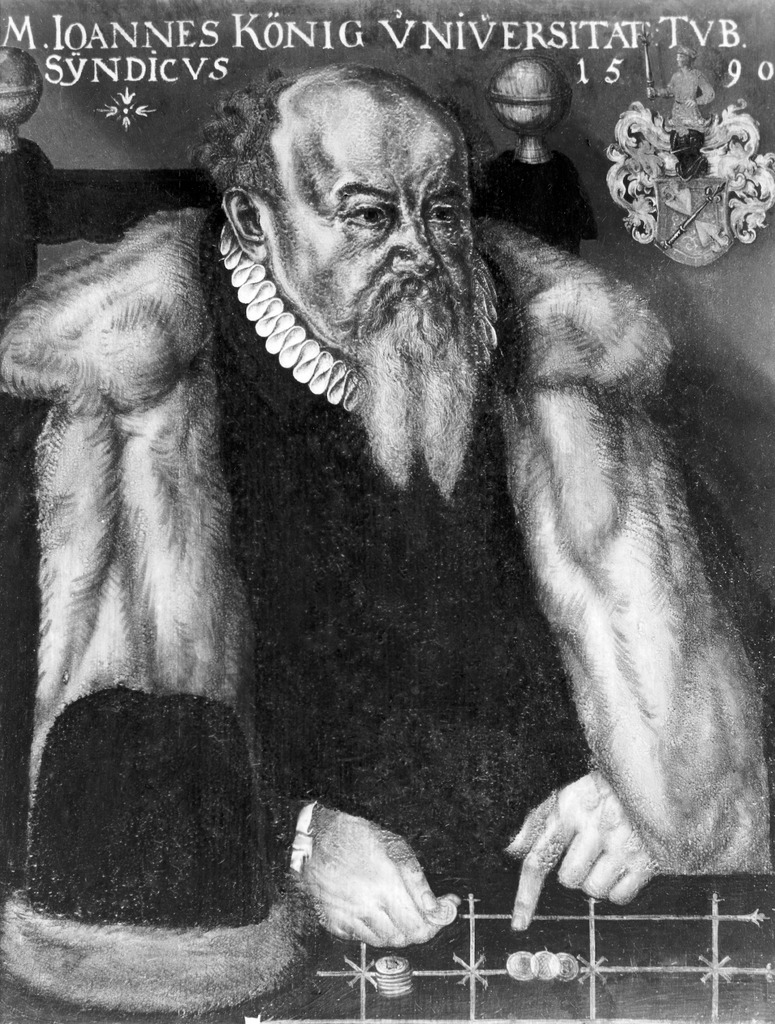
Johannes König

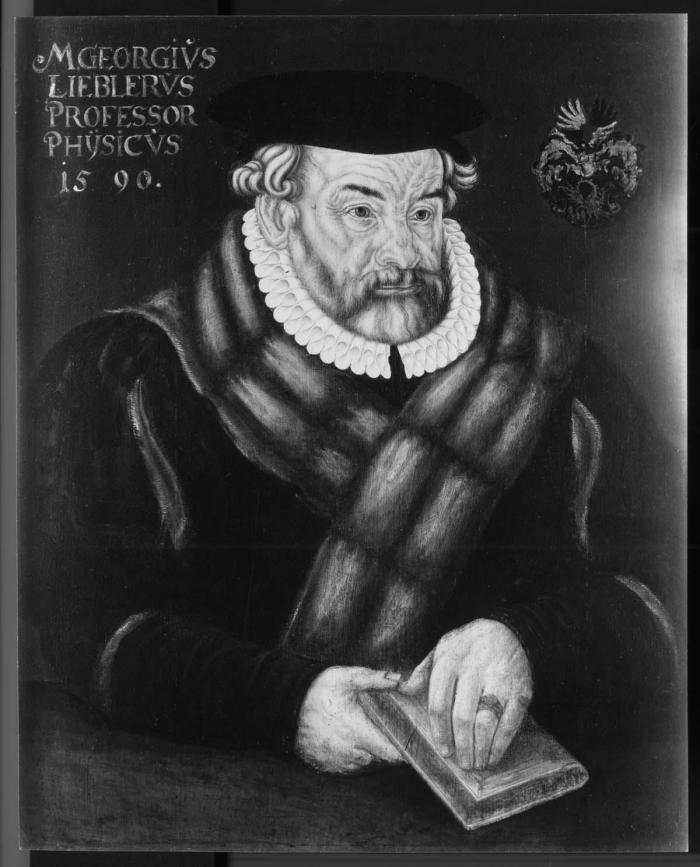
Georg Liebler

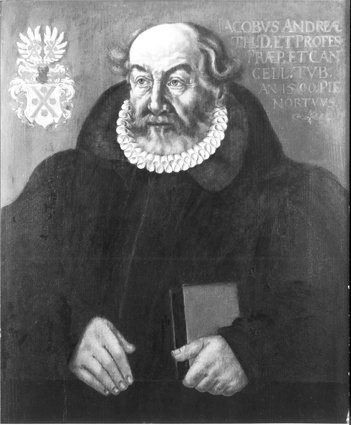
Jakob Andreae

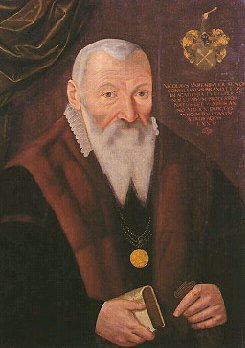
Nikolaus Varnbüler (Replik eines Bildnisses von Hans Urlich Alt)

## Leben
Hans Ulrich Alt war ein Sohn eines Pfarrers in Pfalzgrafenweiler. Er wohnte offenbar schon recht früh in Herrenberg, weil er bereits 1570 Bürger der Stadt wurde. Am 4. September 1582 heiratete er dort Margarethe Brenz, die Witwe des Pfarrers zu Burgstall, Jakob Brenz. Ab diesem Zeitpunkt wohnte er in der Tübinger Straße, an der Stelle, wo jetzt das Haus Nr. 20 steht.
1589 bekam Alt den herzoglichen Auftrag, die Musikanten, die zur Kapelle Herzog Ulrichs gehört hatten, zu porträtieren. Da der Herzog Ludwig offenbar mit der Ausführung des Auftrags sehr zufrieden war, wurde Alt von ihm beauftragt, eine Reihe der Professorenbildnisse zu malen, die in den Jahren 1588–1590 auf Veranlassung von Erhard Cellius entstanden und den Anfang der Tübinger Professorengalerie bildeten. Aufgrund einer Notiz von Cellius im Büchlein Imagines professorum Tubingensium (1598) wurde Alt bis ins 20. Jahrhundert als Autor aller bis dahin entstandenen Professorenbildnisse gehalten. Erst nach der Veröffentlichung des Tagebuchs von Martin Crusius, der in einem Eintrag von 1599 Anton Ramsler als den Autor, der damals entstandenen Bildnisse nannte, sind Zweifel entstanden. Sorgfältige Stilanalysen ließen eine Gruppe dieser Porträts als Werk von Alt bestimmen.
Da Alt sich in dieser Zeit langfristig in Tübingen aufhielt, verlor er bereits 1590 das Bürgerrecht in Herrenberg, ohne dass er jemals Bürger von Tübingen wurde. Alt arbeitete auch in den darauffolgenden Jahren als Porträtist in Tübingen, obwohl er von der Universität keine Aufträge mehr bekam. Der holzschnittartige Zeichenstil mag dem eleganten Modeideal nicht mehr entsprochen haben. Die damaligen Tübinger Maler Jacob Ramsler, Georg Baur, Hans Philipp Greter und Conrad Melperger schrieben 1611 gegen ihn eine Beschwerde, um dies zu unterbinden. Offenbar mit Erfolg, weil Alt seit dieser Zeit in Tübingen nicht mehr erwähnt wurde. Er zog sich nach Herrenberg zurück, wo er Grundbesitz besaß.
Was für Bildnisse Hans Ulrich Alt in Herrenberg malte – außer dem Bildnis des Obervogts Hans Burkhard von Anweil, das sicherlich dort entstand –, darüber haben wir keine Vorstellung. In Herrenberg ist nichts erhalten geblieben. In den Steuerbüchern von Herrenberg taucht Alt 1582 bis 1602 und noch 1613. Danach muss er genug Aufträge gehabt und in bescheidenem Wohlstand gelebt haben.
Alt war – ähnlich wie Anton Ramsler – kein Künstler von Rang, doch es gelang ihm Gesichtsausdruck, Erscheinung und auch Haltung einer stattlichen Anzahl von Männern getreu festzuhalten, die für das geistige und politische Leben Württembergs in dieser Zeit von Bedeutung gewesen sind. Die Unterschiede im Stil vom Alt und Ramsler sind sehr gering. Der Stil der beiden erinnert an Holzschnitte, während die Bilder von Alt „mehr in den Flächen angelegt sind“.
Alt hatte einen Sohn, Ulrich (getauft am 10. Mai 1586), der versuchte, wie sein Vater Maler zu werden. Er ist als Malerjunge in Tübingen 1623 überliefert.

## Berühmtere Arbeiten
- um 1585 Hans Burkhard von Anweil [Obervogt von Herrenberg] (Württembergisches Landesmuseum Stuttgart)
- 1590 Philipp Apian (Öl auf Holz, Tübinger Professorengalerie)
- 1590 Erhard Cellius, (Öl auf Holz, Tübinger Professorengalerie)
- 1590 Anastasius Demmler/Demeler, (Öl auf Holz, Tübinger Professorengalerie)
- 1590 Jacob Heerbrand (Öl auf Holz, Tübinger Professorengalerie)
- 1590 Johannes Hochmann, (Öl auf Holz, Tübinger Professorengalerie)
- 1590 Andreas Laubmajer, (Öl auf Holz, Tübinger Professorengalerie)
- 1590 Johannes König [Universitätssyndikus] (Öl auf Holz, Tübinger Professorengalerie)
- 1590 Georg Liebler, (Öl auf Holz, Tübinger Professorengalerie)
- 1590 Nikolaus Varnbüler (Öl auf Holz, Tübinger Professorengalerie)
- 1590 Jakob Andreae (mit Vorbehalt; Öl auf Holz, Tübinger Professorengalerie)
- 1604 Stephan Gerlach (mit Vorbehalt; Öl auf Holz, Tübinger Professorengalerie)